# Gex (datorspel)
Gex är ett spel släppt till 3DO, Playstation och Sega Saturn 1995. Man spelar som den antropomorfa ödlan Gex som har till uppgift att besegra den ondskefulle Rez. Vägen dit kantas av den sistnämndes underhuggare.